# ارورو
ارورو الهه‌ای بین‌النهرینی بود. او در حماسه گیلگمش نیز حضور دارد و در جایگاه آفریننده انکیدو تصویر می‌شود.

## اساطیر
در نسخه معیار حماسه گیلگمش، ارورو با توده‌ای از گِل انکیدو (مردی وحشی) را می‌آفریند. ناتان واسرمن یادآوری می‌کند که روایت آفرینش او «غیر شخصی» است و هیچ نشانه‌ای وجود ندارد که ارورو مادر انکیدو است. به گفته جرمی بلک، این قطعه به زمانی پس از (حدود یک هزار سال) متن‌هایی تعلق دارد که ارورو را به عنوان خدایی متمایز تصویر می‌کنند و در این زمینه او فقط یک «الهه مادر نوعی» است.